# 대시 & 릴리
《대시 & 릴리》(영어: Dash & Lily)는 2020년 넷플릭스에서 방영된 미국의 크리스마스 로맨틱 코미디 드라마이다.
2020년 11월 10일 전 회가 공개되었다.

## 출연진

### 주연
- 오스틴 에이브럼스 - 대실 "대시" 멀로이
- 미도리 프랜시스 - 릴리 모리노백
- 단테 브라운 - 부머
- 트로이 이와타 - 랭스턴

### 조연
- 키아나 마리 - 소피아
- 마이클 시릴 크라이턴 - 제프
- 패트릭 베일 - 마크
- 윌리엄 힐 - 샐 삼촌
- 리아 크라이츠 - 에린
- 이앤 필즈 스튜어트 - 로버타
- 애그니타 새커 - 프리야
- 제임스 사이토 - 아서 모리
- 기디언 에머리 - 애덤
- 제니퍼 이케다 - 그레이스
- 디에고 게바라 - 베니
- 글렌 매큐언 - 에드거 티보
- 조디 롱 - 배질 E.
- 마이클 파크 - 고든

### 단역
- 닉 조너스
- 조너스 브라더스

## 에피소드
모든 에피소드는 2020년 11월 10일에 공개되었다.
| 회차 | 제목                             | 감독                | 각본      | 분량 |
| --- | -------------------------------- | ------------------- | --------- | ---- |
| 1 | "대시" "Dash"                    | 브래드 실버링       | 조 트래즈 | 23분 |
| 뉴욕에 사는 대시는 크리스마스를 싫어하는 시니컬한 소년이다. 부모님은 이혼했고, 아빠는 크리스마스를 맞아 여행을 떠나서 집에는 대시 혼자 있었다. 12월 17일 저녁 대시는 스트랜드 서점에서 우연히 빨간 노트를 발견하고, 도전해보겠느냐는 노트의 물음에 응한다. 까다로운 미션을 전부 수행한 뒤 대시는 노트에 대답을 적어 되돌려둔다. 노트의 주인은 다음날 대시의 친구 부머가 일하는 피자가게에 노트를 남겨두고 떠난다. 대시는 노트의 지시를 따라 부머와 함께 백화점에서 산타 클로스의 모자를 훔친다. 모자 안에는 '릴리'라는 이름이 적혀 있었다. |                                  |                     |           |      |
| 2 | "릴리" "Lily"                    | 브래드 실버링       | 조 트래즈 | 23분 |
| 노트의 주인은 일본계 혼혈인 17세 소녀 릴리였다. 어렸을 때부터 유별난 취향을 가져 또래와 어울리지 못했고 오히려 어른들과 친했고, 아직 사랑을 경험하지 못했다. 이를 안타깝게 여긴 오빠 랭스턴은 릴리에게 노트에 수수께끼를 적어 그걸 푸는 남자를 만나 보라고 조언하였고, 이리하여 대시가 그 노트를 읽게 된 것이었다. 사실 부머는 피자가게에서 릴리와 만났지만, 릴리가 부머에게 입막음을 부탁했다. 대시는 릴리의 지시를 따라 백화점에 갔고, 부머가 요정 역 배우를 맡은 사이 산타의 모자를 훔쳐 왔다. 그런데 산타는 사실 릴리의 삼촌이었고 릴리의 계획에 동참한 것이었다. |                                  |                     |           |      |
| 3 | "하누카" "Hanukkah"              | 패멀라 로머나우스키 | 캐럴 바비 | 25분 |
| 계속해서 노트를 주고 받으며 둘은 서로의 가장 최악의 크리스마스 경험을 이야기한다. 릴리는 어릴 적 좋아하는 남자애에게 수제 팔찌를 주었다가 별종 취급받고 버려졌던 아픔을 고백한다. 이에 대시는 우연히 알게 된 하누카 파티로 릴리를 이끈다. 클럽과 파티와는 인연이 없었던 릴리는 오빠 남자친구 베니의 도움을 받아서 감춰뒀던 옷을 입고 파티장으로 향한다. 그러나 금세 혼란을 느끼고 화장실로 대피하였던 차에, 대시가 거울에 쓴 격려 메시지를 읽고 자신감을 얻는다. 격렬한 춤으로 파티의 주인공이 되었지만, 그곳에는 어렸을 때 릴리를 퇴짜 놓았던 남자아이 '에드거'가 있었다. 그가 다시 별종이란 말을 하자 릴리는 그만 부츠 한 짝이 벗겨진 것도 모른 채 허겁지겁 달아나 버린다. 밤 늦게 귀가하니 여행에서 돌아온 할아버지가 릴리에게 외출 금지 명령을 내린다. |                                  |                     |           |      |
| 4 | "신데렐라" "Cinderella"          | 패멀라 로머나우스키 | 캐럴 바비 | 27분 |
| 다음날 하누카 파티장을 찾은 대시는 노트를 찾지 못하고, 거울에 심상찮은 릴리의 대답이 쓰인 것을 본다. 눈속에 파묻힌 부츠 한 짝을 발견한 대시는 릴리에게 무슨 일이 생겼다고 짐작하고 부츠의 주인일 릴리를 찾아다닌다. 신발가게 직원에게 사정해서 '릴리언'이라는 사람이 구매자임을 알아내는데, '릴리언'의 정체는 릴리의 고모할머니 배질 E.였다. 대시의 진심어린 부탁에 배질은 릴리에게 안부를 전하러 간다. 릴리의 할아버지는 여동생 배질의 설득에 외로웠던 내면을 고백하고 릴리의 외출 금지를 풀어준다. 할아버지와 함께 부머의 피자집에 간 릴리는 부머를 통해 대시에게 노트를 넘긴다. 릴리는 파티가 힘들었지만 새로운 세계를 알게 되었다며 감사해 한다. 그런 대시에게 전 여자친구인 소피아의 메시지가 온다. |                                  |                     |           |      |
| 5 | "재회" "Sofia & Edgar"           | 프레드 새비지       | 로런 문   | 27분 |
| 릴리와 대시는 서로에게 짓궂은 미션을 부여하고 서로 새로운 경험을 한다. 그런데 릴리는 자신의 소년기를 망친 에드거가 데이트 신청을 해오고, 대시는 갑작스럽게 여행을 떠난 아빠가 돌아온다. 릴리는 여기에 더해 가족이 피지로 이주할 것이며 그녀 또한 거기에 따라가야 한다는 사실을 알게 된다. 분노한 릴리는 에드거와의 약속 장소에서 자신의 속내를 화끈하게 내뱉어 버리는데, 도리어 에드거는 자신의 과오를 깨끗하게 인정하고 크리스마스 이브에 열리는 파티에 릴리를 초대한다. 한편 아빠와 그 내연녀와 어색한 식사를 하게 된 대시는 자신을 깔보기만 하는 아빠에 대항하기 위해 소피아를 불러낸다. 식사 자리에서 대시는 아빠에게 예전 서점에 같이 갔던 경험을 언급하며 못 다 말한 서운함을 고백한다. 식사는 성공적으로 끝나고, 소피아는 친구 프리야가 주최하는 이브 파티에 같이 가자고 한다. 그 자리에는 사실 대시의 오랜 친구였던 에드거도 등장한다. |                                  |                     |           |      |
| 6 | "크리스마스이브" "Christmas Eve" | 프레드 새비지       | 해리 타   | 25분 |
| 랭스턴은 피지 건에 관해 릴리에게 사과하고 노트 소년(대시)에게 데이트 신청을 하라고 조언한다. 릴리는 부머와 만나서 대시의 전 여자친구 소피아에 대해 묻는데 부머는 아무것도 모르고 있었다. 프리야의 파티에서 부머는 대시에게 노트를 전달하면서 소피아가 아닌 릴리를 선택하라며 화내고는 떠난다. 이후 릴리가 전구 달린 스웨터를 입고 에드거와 함께 파티에 온다. 그리고 대시와 릴리가 마침내 만나게 된다. 파티에서 겉돌던 릴리는 자신과 마찬가지로 별난 취향의 대시를 보고, 그가 노트 소년인 줄은 모른 채 호감을 가진다. 릴리가 미처 자기소개를 하기 전에 그만 대화는 중단되고, 대시는 소피아와 함께 파티를 빠져나와 둘의 첫 데이트 장소였던 모건 박물관으로 간다. 소피아는 연인 관계를 회복하기를 원했지만 대시는 갈등한다. 한편 파티 분위기를 견디지 못하고 빠져나가려던 릴리를 에드거가 막아선다. 둘은 키스를 하려던 찰나 전화벨소리 때문에 그만두게 된다. |                                  |                     |           |      |
| 7 | "크리스마스" "Christmas"         | 프레드 새비지       | 레이철 콘 | 25분 |
| 크리스마스 아침 릴리는 트리 아래에 노트가 없는 것에 실망한다. 고모할머니 또한 노트 소년을 보지 못했다고 하는데, 이때 노트를 찾으면 "바로 건네주겠다(dash)"는 고모할머니의 말을 듣고 릴리는 노트 소년의 정체가 전날 파티에서 만난 대시였음을 깨닫는다. 릴리는 부머를 찾아가고 그로부터 대시가 소피아와 나갔다는 말을 듣자, 울분이 쌓여 술집에서 친한 어른들에게 하소연하고 술을 진탕 마신다. 그러면서 그녀는 에드거에게 전날 못다한 키스를 하자고 하고, 그렇게 나타난 에드거가 릴리의 첫키스를 가져갈 때 뒤늦게 대시가 나타난다. 늦잠에서 깨어난 대시는 부머의 연락망을 이용해 릴리의 행방을 찾아 노트를 주러 온 것이었다. 하지만 대시의 늑장에 화가 난 릴리는 대시를 퉁명스레 대하고 결국 대시는 관계가 끊어졌음을 선언한다. 만취한 채 귀가한 릴리는 온가족이 보는 앞에서 토를 쏟고 그날 밤 부모님으로부터 피지 이주에 대해 이야기한다. 대시는 부머네 집 파티에 가지 않은 채 노트에 이별 편지를 쓴다. |                                  |                     |           |      |
| 8 | "새해 전야" "New Year's Eve"     | 프레드 새비지       | 조 트래즈 | 27분 |
| 며칠이 지나 새해 전날. 스트랜드 서점을 서성이던 대시에게 점장은 릴리의 대답이 쓰인 노트를 건네며, 릴리가 곧 피지로 떠날 것임을 이야기해준다. 대시는 부머를 찾아 조너스 브라더스의 콘서트장을 찾아가고, 부머와 함께 소피아, 프리야와 다른 친구들을 만난다. 대시는 부머에게 용서를 구하고, 친구들은 콘서트 대기실에서 대시의 고민을 듣는다. 그때 닉 조너스가 들어와서는 대시에게 배려심에 관해 이야기하고, 그 말에 결심을 굳힌 대시는 릴리가 떠나기 전 만나보기로 한다. 그 시각 릴리는 피지행을 앞두고 절에서 할아버지의 말씀을 듣고 있었다. 할아버지가 릴리가 지난 한해 '남자애에게 홀려 실수했다'고 말하자, 릴리는 생각 끝에 단호하게 모두 자신의 의지였다고 선언하고, 반대로 다른 가족들의 잘못을 지적한다. 릴리가 부모님과 함께 공항행 택시를 타고 떠난 후, 랭스턴은 현관에 놓인 노트를 발견하고, 릴리에게 그 내용을 문자로 알린다. 릴리는 택시를 뛰쳐나가 대시가 기다리고 있는 스트랜드 서점으로 간다. 서점 2층에 대시가 뉴욕을 재현한 디오라마를 꾸미고 기다리고 있었고, 릴리가 먼저 대시에게 키스를 하게 된다. 직후 릴리의 할아버지에게서 뉴욕에 남아도 좋다는 연락이 온다. 대시와 릴리는 서점 안에서 로맨틱한 새해를 맞이한다. |                                  |                     |           |      |

## 같이 보기
- 크리스마스 영화 목록